# Уход за бетоном
Уход за бетоном и контроль качества бетонных работ — это совокупность технологических приёмов, при которых обеспечивается твердение бетона и набора его марочной прочности с учётом влияния климатического фактора.

## Документация и нормы ведения ухода за бетоном
В процессе ведения бетонных работ, помимо Журнала бетонных работ ведётся также Журнал ухода за бетоном, совместно с которым заполняется Температурный лист прогрева бетона. По окончании ведения Журнала ухода за бетоном он сдаётся в ПТО, где делается отметка о приёмке в таблице Общего журнала работ.
Мероприятия по уходу за свежеуложенным бетоном (порядок, сроки и контроль), а также порядок и сроки распалубки конструкций устанавливаются в разрабатываемых для каждого конкретного здания и/или сооружения технологических регламентах и ППР. Бетонные смеси, их приготовление, поставка, укладка и уход за бетоном регламентированы в странах СНГ требованиями ГОСТ 7473.

## Виды ухода за бетоном
Различают два основных вида ухода за бетоном: внешний, — защита от испарения воды путём устройства либо нанесения на поверхность бетона различных покрытий, включая специальные жидкие, и внутренний — в бетон вводятся суперадсорбенты, минеральные добавки и пластификаторы, водонасыщенные пористые заполнители бетона, которые аккумулируют воду при приготовлении бетонной смеси и выделяют её в процессе твердения бетона. Также перед бетонированием в массивные монолитные конструкции закладываются специальные трубопроводы или трубы-змеевики, через которые прокачивается охлаждающая жидкость (речная или охлаждённая вода, рассолы или другие хладагенты) для выравнивания внешней и внутренней температуры бетона, чтобы предотвратить его растрескивание и раскалывание.
Внешний уход за бетоном включает в себя обеспечение тепловлажностного режима (при котором определяется нарастание прочности бетона и предотвращаются температурно-усадочные деформации и трещины), минимизация температурных перепадов (для предотвращения трещинообразования) и предохранение затвердевающего бетона от физических повреждений (ударов и других воздействий, например, нагрузок от складируемых строительных материалов, хождения рабочих по ненабравшему минимальную прочность бетону и т. д.). Уход за бетоном начинается сразу по окончании укладки бетонной смеси и продолжается до достижения 70 % проектной прочности, при обосновании — 50 %.

### Первичный уход за бетоном
Первичный уход за свежеуложенным бетоном начинается после окончания отделки поверхности уложенной и уплотнённой бетонной смеси. При достижении прочности бетона в 0,5 МПа первичный уход за ним заключается в обеспечении влажного состояния открытых бетонных поверхностей, который осуществляется путём укрывания их влагонепроницаемыми (гидроизоляционными) материалами или увлажнёнными сыпучими материалами (опилки, песок и другие) либо путём нанесения на неопалубленную поверхность бетона плёнкообразующих покрытий, обычно применяется полиэтиленовая плёнка, а также последующим регулярным орошением для предотвращения обезвоживания. При этом не допускается периодический полив водой открытых поверхностей твердеющего бетона.
Конструкции, не защищённые от воздействия прямых солнечных лучей либо при температуре окружающего воздуха ниже +5° С, защищаются от воздействия солнечной радиации путём устройства настилов, шатров или возведением лёгких ограждающих конструкций. При температуре окружающего воздуха +30° С и выше укрываются теплоизоляционными материалами для создания теплового контура.

### Тепловлажностный уход за бетоном
Тепловлажностный уход за твердеющим бетоном является обязательным мероприятием, при котором обеспечивается предотвращение потери им влажности, особенно в первоначальный период гидратации цемента. Мероприятия по тепловлажностному уходу позволяют обеспечить нормальный набор прочности бетона, предотвратить температурно-усадочные деформации, образование усадочных трещин. В процессе ухода все открытые поверхности бетона обеспечиваются защитой в течение срока приобретения бетоном прочности не менее 70 %, далее поддерживается благоприятный температурно-влажностный режим, обеспечивающий нарастание его прочности.
В летнее время года уход за укладываемом бетоном заключается в том, чтобы поддерживать открытые поверхности во влажном состоянии путём распыления (разбрызгивания) воды по поверхности бетона, заливкой водой, укрытием плёнками, матами, брезентом, мешковиной и т. д. с последующим увлажнением в процессе испарения. Неснятая деревянная опалубка в жаркую сухую погоду также увлажняется.
В весеннее и осеннее время года тепловлажностный уход представляет собой укрытие поверхностей бетона гидроизоляционными материалами для предотвращения размыва бетона под дождями и ливнями с возможным его утеплением во время заморозков (при температуре ниже +5° С).
В зимнее время года предусматриваются следующие мероприятия: подогрев бетонной смеси на заводе перед доставкой и укладкой; электропрогрев бетона (паропрогрев, прогрев излучателями, тепловыми пушками и т. д.) на объекте; укрытие поверхностей бетона плёнками, матами, брезентом, мешковиной и т. д.; строительство тепляков. При возведении монолитных конструкций в технологическом процессе прогрева бетона принимаются меры по снижению перепадов температур и взаимных перемещений между опалубкой и бетоном. Промерзание бетона допускается по достижении им марочной прочности в 50 % при соблюдении температурного режима, обеспечении допустимых перепадов температур.

### Температурный уход за бетоном
Температурный уход за бетоном осуществляется путём обеспечения температурного режима твердения бетонной смеси благодаря технологическим мероприятиям, которые могут выполняться в период приготовления, укладки и твердения (набора прочности). Мероприятия в период приготовления бетонной смеси: охлаждение воды затворения либо крупного или мелкого заполнителя, добавка льда.

### Предохранение затвердевающего бетона от физических повреждений
Первичный уход за бетоном осуществляется до достижения прочности бетона 1,5 МПа, после чего допускается передвижение людей по забетонированным конструкциям, удаление цементной плёнки (цементного молочка), установка опалубки для возведения конструкций, расположенных выше. До этих пор для передвижения людей используются пешеходные дощатые настилы, устраиваемые согласно с указаниями в ППР.
При появлении трещин на поверхности свежеуложенного бетона вследствие пластической усадки, его поверхность повторно вибрируется до начала схватывания, но не позже, чем через час после окончания укладки.
При достижении прочности бетона в 2,5 МПа по его поверхности допускается перемещение транспорта.

## Распалубливание монолитных конструкций
Демонтаж опалубки выполняется, как правило, по достижении бетоном распалубочной прочности, составляющей не менее 70 % от проектной прочности. Распалубка производится при отсутствии условий, способствующих повреждению поверхности бетона или образования трещин. Обнаруженные дефекты бетона исправляются, например, разделка раковин производится с расширением, называемым «ласточкин хвост». Последовательность распалубливания монолитных конструкций устанавливается в ППР с соблюдением технических и нормативных требований.

## Контроль качества бетонных работ
При обнаружении каких-либо деформаций или смещения опалубки бетонные работы прекращаются до устранения всех дефектов и затем начинаются повторно.
Контроль качества бетона включает в себя: входной, операционный и приёмочный контроли. При входном контроле проводятся испытания бетона и определяются нормируемые технологические показатели качества бетонной смеси. При операционном контроле устанавливаются соответствия фактических способов и режимов бетонирования конструкций, а также условия твердения бетона во время ухода за ним. При приёмочном контроле устанавливаются соответствия фактических показателей качества бетона монолитных конструкций всем нормируемым проектным показателям качества бетона.

### Нормативная литература
- Технический комитет по стандартизации ТК 465 «Строительство». § 5.4. Выдерживание и уход за бетоном // СП 70.13330.2012 «СНиП 3.03.01-87 Несущие и ограждающие конструкции» / Управление градостроительной политики. — М., 2013.
- Технический комитет по стандартизации ТК 465 «Строительство». СП 435.1325800.2018 «Конструкции бетонные и железобетонные монолитные. Правила производства и приёмки работ» / Департамент градостроительной деятельности и архитектуры Министерства строительства и жилищно-коммунального хозяйства Российской Федерации (Минстрой России). — М., 2019.
- Технический комитет по стандартизации ТК 465 «Строительство». § 9.5. Выдерживание и уход за бетоном // СП 412.1325800.2018 «Конструкции фундаментов высотных зданий и сооружений. Правила производства работ» / Департамент градостроительной деятельности и архитектуры Министерства строительства и жилищно-коммунального хозяйства Российской Федерации (Минстрой России). — М., 2019.
- Руководство по контролю качества строительно-монтажных работ. — СПб.: Издательский Дом КN, 1998.
- Технический комитет по стандартизации ТК 465 «Строительство». СП 357.1325800.2017 «Конструкции бетонные гидротехнических сооружений. Правила производства и приёмки работ» / Департамент градостроительной деятельности и архитектуры Министерства строительства и жилищно-коммунального хозяйства Российской Федерации (Минстрой России). — М., 2018.

### Техническая литература
- Телешев В. И., Ватин Н. И., Марчук А. Н., Комаринский М. В. Глава 24. Уход за бетоном и контроль качества бетонных работ // Производство гидротехнических работ: Часть 1. Общие вопросы строительства. Земляные и бетонные работы / Под ред. д.т.н. проф. В. И. Телешева. — Учеб. изд-е. Учебник для вузов. — М.: АСВ, 2012. — Т. 1. — С. 423—428. — 448 с. — 800 экз. — ISBN 5930938946. — ISBN 978-5-93093-894-4.
- Валентина Логанина, Майя Кочеткова, Николай Гусев. § 5.5. Уход за бетоном и распалубка монолитных конструкций // Организационные основы строительных процессов. — 2-е изд., пер. и доп. Учебное пособие для вузов. — М.: Юрайт, 2020. — С. 60—63. — 303 с. — ISBN 978-5-534-13142-0.
- Борисов А. Г. § Уход за бетоном и контроль качества // Справочник строителя. Полный комплекс строительных и отделочных работ для сдачи дома в эксплуатацию. — М.: АСТ (Астрель), 2006. — С. 120—121. — 336 с. — (Строительство и дизайн).